# Billboard Türkiye
Billboard Türkiye — официальный еженедельный турецкий журнал, посвящённый музыкальной индустрии, основан в ноябре 2006 года. Так же турецкая радиостанция на частоте 87.7 FM носит название «Billboard Radio».  

## Чарты
Billboard принято считать официальным турецким чартом. Обновление данных чартов происходит каждый понедельник как на веб-сайте, так и в самом журнале, который выходит в печать каждый месяц.
- Türkiye Top 20
- Turkish Rock Top 20 Chart